# In My Life (The Rasmus)
In My Life è un singolo del gruppo musicale finlandese The Rasmus, pubblicato il 1º agosto 2003 come secondo estratto dal quinto album in studio Dead Letters.

## Tracce
CD promozionale (Finlandia)
1. In My Life (Single Edit) – 3:41

CD singolo (Finlandia)
1. In My Life (Single Edit) – 3:41
2. What Ever – 3:11

## Formazione
Gruppo
- Lauri Ylönen – voce
- Pauli Rantasalmi – chitarra
- Eero Heinonen – basso
- Aki Hakala – batteria

Altri musicisti
- Martin Hansen – programmazione, tastiera, suoni aggiuntivi
- Mikael Nord Andersson – programmazione, tastiera, suoni aggiuntivi
- Ylva Nilsson, Håkan Westlund, Anna Wallgren – violoncelli
- Rutger Gunnarsson – arrangiamento strumenti ad arco
- Jörgen Ingeström – tastiera aggiuntiva

Produzione
- Mikael Nord Andersson – produzione, registrazione
- Martin Hansen – produzione, registrazione, missaggio
- Leif Allansson – missaggio
- Claes Persson – mastering

## Classifiche
| Classifica (2004) | Posizione massima |
| ----------------- | ----------------- |
| Belgio (Fiandre)  | 55                |
| Belgio (Vallonia) | 60                |
| Finlandia         | 2                 |
| Paesi Bassi       | 51                |